# Роман Полански: издирван и желан
„Роман Полански: издирван и желан“ е документален филм от 2008 г. на режисьорката Марина Зенович.
С филма си режисьорката се опитва да представи казуса със задържането от властите в Швейцария на известния режисьор Роман Полански и неговия случай на сексуално насилие над непълнолетна отпреди 31 години към момента на задържането му по заповед за арест, която все още е в сила за съда на американския щат Калифорния.
Филмът пресъздава живота и събитията, които предхождат ареста на Роман Полански, а именно бягството му от САЩ, развитието на процеса след отклоняването му от правосъдието и шеметната му международна режисьорска кариера в Европа, въпреки скандала с изнасилването на непълнолетна от Полански в САЩ през 1977 г.
„Живот като на филм“ представя документалния филм, отразяващ и двете гледни точки и етични позиции по казуса „Полански“ – тази на изкуството и тази на правосъдието, за правото за това върху китките на 67-годишния Полански, и баща на две деца, да щракнат белезниците (макар и със сериозно закъснение). Интересен е и отбелязания факт за режисьора на суперпродукциите „Пианистът“ и „Враг пред портата“, че цели 31 години след отклоняването му от правосъдие по така предявеното му обвинение, никоя държава преди Швейцария не изпълнява международната заповед за арест, имайки предвид, че за правосъдието поне в САЩ и Швейцария няма давност за това престъпление (за справка: в България давността е 20 години за деяния, наказуеми с доживотен затвор без замяна, доживотен затвор, и 35 години за убийство на две или повече лица, но не се изключват по давност наказателното преследване и изпълнението на наказанието по отношение на престъпление против мира и човечеството).
Филмът на Марина Зенович е отличен с множество международни отличия и награди в сферата на документалното кино.